# Résolution 1160 du Conseil de sécurité des Nations unies
Membres permanents
- Chine
- États-Unis
- France
- Royaume-Uni
- Russie

Membres non permanents
- Bahrain
- Brésil
- Costa Rica
- Gabon
- Gambie
- Japon
- Kenya
- Portugal
- Slovénie
- Suède

Résolution no 1159 Résolution no 1161
La résolution 1160 du Conseil de sécurité des Nations unies, adoptée le 31 mars 1998, après avoir pris note de la situation au Kosovo, a, en vertu du chapitre VII de la Charte des Nations unies, a imposé un embargo sur les armes et des sanctions économiques à la république fédérale de Yougoslavie (Serbie-et-Monténégro), espérant mettre fin à l'usage excessif de la force par cette dernière.
Certains pays ont suggéré qu’un embargo complet sur les armes soit imposé à la république fédérale de Yougoslavie (Serbie-et-Monténégro), y compris au Kosovo. Le Conseil de sécurité a condamné la violence utilisée par la police serbe contre des manifestants pacifiques, ainsi que les actes terroristes de l’Armée de libération du Kosovo.
La Yougoslavie a été exhortée à rechercher une solution politique au conflit, tandis que les Albanais du Kosovo ont été appelés à condamner toutes les actions terroristes et à poursuivre leurs objectifs par des moyens pacifiques. Il a été déclaré que la seule façon d’éviter de nouvelles violences était de permettre à la communauté albanaise du Kosovo de mener un véritable processus politique et d’avoir des perspectives d’autonomie et d'autodétermination significatives.
Agissant en vertu du chapitre VII de la Charte, le Conseil a imposé un embargo sur les armes à la Serbie-et-Monténégro et a créé un comité du Conseil de sécurité chargé de surveiller sa mise en œuvre et de suggérer des améliorations. Les mesures seraient révisées si les rapports du secrétaire général Kofi Annan, de l'Organisation pour la sécurité et la coopération en Europe, du Groupe de contact et de l'Union européenne constataient que la Serbie-et-Monténégro avait entamé un dialogue, retiré ses forces de police, autorisé l'accès aux agences d'aide humanitaire et accepté les missions de l'OSCE et du Haut Commissariat des Nations unies pour les réfugiés dans la région. 
La résolution se termine en demandant au Procureur du Tribunal pénal international pour l'ex-Yougoslavie de commencer à recueillir des informations sur les violations des droits de l'homme, affirmant que d'autres mesures seraient imposées s'il n'y avait pas de progrès constructifs. L'embargo sur les armes a été levé en vertu de la résolution 1367 (2001). 
La résolution 1160 a été approuvée par 14 voix contre zéro, avec une abstention de la Chine, qui a fait valoir qu'il s'agissait d'une affaire interne. 

## Conséquences
La Mission de vérification du Kosovo a cherché à vérifier le respect de la résolution 1160. La résolution n’a pas été prise en compte :

« La résolution 1160 du Conseil de sécurité des Nations Unies a imposé des sanctions économiques sur Belgrade le 31 mars, et Clinton avait fait gelé les avoirs de la Yougoslavie aux États-Unis. Mais le printemps et l'été ont apporté un encore plus grand carnage, et un quart de million d'Albanais se trouvaient, au moins temporairement, dépourvu de domicile. »

L’OTAN envisageait alors d’intervenir par la force.